# اچ‌ام‌اس نامور (۱۶۹۷)
اچ‌ام‌اس نامور (۱۶۹۷) (به انگلیسی: HMS Namur (1697)) یک کشتی بود که طول آن ۱۶۰ فوت ۹ اینچ (۴۹٫۰ متر) بود.